# Copa Brasil de Voleibol Feminino de 2017
A Copa Brasil de Voleibol Feminino de 2017 foi a sexta edição desta competição organizada pela Confederação Brasileira de Voleibol através da Unidade de Competições Nacionais. Participaram do torneio oito equipes provenientes de três estados brasileiros: São Paulo, Rio de Janeiro, Minas Gerais e Distrito Federal. O torneio foi realizado no Ginásio do Taquaral, em Campinas, São Paulo.

## Regulamento
Classificaram-se para a disputa da Copa Brasil de 2017 as oito melhores equipes da Superliga 2016/2017. O torneio foi disputado em sistema de eliminatória simples, em jogo único, com fases de quartas-de-final, semifinais e final.
Todas as partidas do torneio da fase eliminatória foram realizadas nos ginásios dos mandantes e as semifinais e finais no Ginásio do Taquaral.

## Equipes participantes
Oito equipes disputaram o título da Copa Brasil de Voleibol Feminino. Foram elas:
| Equipe Nome fantasia                   | Ginásio Cidade                           | Capacidade | Última participação | Superliga 2016/2017 |
| -------------------------------------- | ---------------------------------------- | ---------- | ------------------- | ------------------- |
| Rio de Janeiro VC Rexona-Sesc/RJ       | Tijuca Tênis Clube Rio de Janeiro        | 3000       | Campinas 2016       | 1º                  |
| Osasco VC Vôlei Nestlé/ Osasco         | José Liberatti Osasco                    | 4 500      | Campinas 2016       | 2º                  |
| Brasília Vôlei Terracap/Brasília Vôlei | Sesi Taguatinga Taguatinga               | 1 150      | Campinas 2016       | 3º                  |
| Vôlei Bauru Genter/Vôlei Bauru         | Panela de Pressão Bauru                  | 2 000      | Estreante           | 4º                  |
| Praia Clube Dentil/Praia Clube         | Oranides Borges do Nascimento Uberlândia | 1 730      | Campinas 2016       | 5º                  |
| Minas Camponesa/Minas                  | Arena JK Belo Horizonte                  | 3 650      | Campinas 2016       | 6º                  |
| EC Pinheiros E.C.Pinheiros             | Henrique Villaboim São Paulo             | 1 100      | Cuiabá 2015         | 7º                  |
| Fluminense                             | Ginásio Hebraica Rio de Janeiro          | 1 000      | Estreante           | 8º                  |

## Resultados
|  | Quartas-de-final | Quartas-de-final | Quartas-de-final |       |                         | Semifinais     | Semifinais | Semifinais |  |  | Final | Final          | Final |
|  |                  |                  |                  |       |                         |                |            |            |  |  |       |                |       |
|  | 1º               | Rio de Janeiro   | 3                |       |                         |                |            |            |  |  |       |                |       |
|  | 8º               | Fluminense       | 0                |       |                         |                |            |            |  |  |       |                |       |
|  | 8º               | Fluminense       | 0                |       | 1º                      | Rio de Janeiro | 3          |            |  |  |       |                |       |
|  |                  |                  |                  |       | 1º                      | Rio de Janeiro | 3          |            |  |  |       |                |       |
|  |                  | 5º               | Praia Clube      | 1     |                         |                |            |            |  |  |       |                |       |
|  | 4º               | 5º               | Praia Clube      | 1     | Vôlei Bauru             | 0              |            |            |  |  |       |                |       |
|  | 4º               |                  |                  |       | Vôlei Bauru             | 0              |            |            |  |  |       |                |       |
|  | 5º               | Praia Clube      | 3                |       |                         |                |            |            |  |  |       |                |       |
|  |                  |                  |                  |       |                         |                |            |            |  |  | 1º    | Rio de Janeiro | 3     |
|  |                  |                  | 6º               | Minas | 0                       |                |            |            |  |  |       |                |       |
|  | 2º               | Osasco           | 3                |       |                         |                |            |            |  |  |       |                |       |
|  | 7º               | EC Pinheiros     | 2                |       |                         |                |            |            |  |  |       |                |       |
|  | 7º               | EC Pinheiros     | 2                |       | 2º                      | Osasco         | 2          |            |  |  |       |                |       |
|  |                  |                  |                  |       | 2º                      | Osasco         | 2          |            |  |  |       |                |       |
|  |                  | 6º               | Minas            | 3     |                         |                |            |            |  |  |       |                |       |
|  | 3º               | 6º               | Minas            | 3     | Terracap Brasília Vôlei | 0              |            |            |  |  |       |                |       |
|  | 3º               |                  |                  |       | Terracap Brasília Vôlei | 0              |            |            |  |  |       |                |       |
|  | 6º               | Minas            | 3                |       |                         |                |            |            |  |  |       |                |       |

### Quartas de final
| 16 de janeiro de 2017 19:30 | Rio de Janeiro | 3 — 0             | Fluminense | Ginásio do Tijuca Tênis Clube, Rio de Janeiro |
| 16 de janeiro de 2017 19:30 | 25             | Set 1 Set 2 Set 3 | 18 21 17   | Ginásio do Tijuca Tênis Clube, Rio de Janeiro |

| 17 de janeiro de 2017 20:00 | Vôlei Bauru | 0 — 3             | Praia Clube | Ginásio Neusa Galetti, Marília |
| 17 de janeiro de 2017 20:00 | 20 17 21    | Set 1 Set 2 Set 3 | 25          | Ginásio Neusa Galetti, Marília |

| 17 de janeiro de 2017 19:30 | Osasco         | 3 — 2                         | EC Pinheiros | Ginásio Professor José Liberatti, Osasco |
| 17 de janeiro de 2017 19:30 | 28 25 17 21 15 | Set 1 Set 2 Set 3 Set 4 Set 5 | 26 17 25 10  | Ginásio Professor José Liberatti, Osasco |

| 17 de janeiro de 2017 20:00 | Terracap Brasília Vôlei | 0 — 3             | Minas | Ginásio do Sesi Taguatinga, Taguatinga |
| 17 de janeiro de 2017 20:00 | 22 21 22                | Set 1 Set 2 Set 3 | 25    | Ginásio do Sesi Taguatinga, Taguatinga |

### Semifinal
| 27 de janeiro de 2017 19:30 SporTV e TV Brasil | Rio de Janeiro | 3 — 1                   | Praia Clube | Ginásio do Taquaral, Campinas |
| 27 de janeiro de 2017 19:30 SporTV e TV Brasil | 22 25          | Set 1 Set 2 Set 3 Set 4 | 25 20 15    | Ginásio do Taquaral, Campinas |

| 27 de janeiro de 2017 22:00 SporTV e TV Brasil | Vôlei Nestlé Osasco | 2 — 3                         | Minas          | Ginásio do Taquaral, Campinas |
| 27 de janeiro de 2017 22:00 SporTV e TV Brasil | 29 23 29 22 10      | Set 1 Set 2 Set 3 Set 4 Set 5 | 27 25 27 25 15 | Ginásio do Taquaral, Campinas |

### Final
| 28 de janeiro de 2017 21:00 SporTV e TV Brasil | Rio de Janeiro | 3 — 0             | Minas    | Ginásio do Taquaral, Campinas |
| 28 de janeiro de 2017 21:00 SporTV e TV Brasil | 25             | Set 1 Set 2 Set 3 | 15 20 21 | Ginásio do Taquaral, Campinas |

## Classificação final
| Posição | Equipe         |
| ------- | -------------- |
|         | Rio de Janeiro |
|         | Minas          |
|         | Praia Clube    |
| 4º      | Osasco         |
| 5º      | Pinheiros      |
| 6º      | Brasília Vôlei |
| 7º      | Vôlei Bauru    |
| 8º      | Fluminense     |

| Copa Brasil de Voleibol Feminino de 2017 |
| Rio de Janeiro                           |
| ---------------------------------------- |
| Rio de Janeiro Campeão (3º título)       |